# Jacqueline Cako
Jacqueline Cako (Brier, 30 agosto 1991) è una tennista statunitense inattiva dal 2020.

## Biografia
A livello juniores ha vinto 2 titoli in singolo e 9 in doppio. Come professionista ha raggiunto nel 2017 il suo best ranking (172ª posizione).

## Circuito WTA 125

### Doppio

#### Sconfitte (1)
| N. | Data           | Torneo                                          | Superficie | Compagna      | Avversarie in finale | Punteggio |
| 1. | 23 aprile 2017 | Biyuan Zhengzhou Women's Tennis Open, Zhengzhou | Cemento    | Julia Glushko | Han Xinyun Zhu Lin   | 5-7, 1-6  |